# Maraces flavobalteata
Maraces flavobalteata là một loài tò vò trong họ Ichneumonidae.